# Municipio Roma XI
Il Municipio Roma XI è l'undicesima suddivisione amministrativa di Roma Capitale.
È stato istituito dall'Assemblea Capitolina, con la delibera n.11 dell'11 marzo 2013, sostituendo il precedente municipio Roma XV (già "Circoscrizione XV").
La denominazione "Arvalia" deriva dai Fratres Arvales, collegio sacerdotale istituito, secondo una leggenda, da Romolo.

## Geografia antropica

### Urbanistica
Nel territorio del Municipio insistono le seguenti aree urbanistiche:
- La Parrocchietta, Muratella e Parco de' Medici.

### Suddivisioni storiche
Nel territorio del Municipio insistono i seguenti comprensori toponomastici di Roma Capitale:
Quartieri
- Q. XI Portuense e Q. XII Gianicolense.

Suburbi
- S. VII Portuense e S. VIII Gianicolense.

Zone
- Z. XL Magliana Vecchia e Z. XLI Ponte Galeria.

### Suddivisioni amministrative
La suddivisione urbanistica del territorio comprende le sette zone urbanistiche dell'ex Municipio Roma XV e la sua popolazione è così distribuita:
| Municipio Roma XI  | Municipio Roma XI | Municipio Roma XI | Municipio Roma XI |
| Denominazione      | Superficie        | Abitanti          |                   |
| ------------------ | ----------------- | ----------------- | ----------------- |
| 15A Marconi        | 1,34 km²          | 34 487            |                   |
| 15B Portuense      | 2,37 km²          | 29 006            |                   |
| 15C Pian due Torri | 1,86 km²          | 24 743            |                   |
| 15D Trullo         | 6,79 km²          | 29 481            |                   |
| 15E Magliana       | 11,55 km²         | 5 350             |                   |
| 15F Corviale       | 4,69 km²          | 16 038            |                   |
| 15G Ponte Galeria  | 42,89 km²         | 12 736            |                   |
| Non localizzati    | –                 | 3 133             |                   |
| Totale             | 71,48 km²         | 154 974           |                   |

### Frazioni
Nel territorio del Municipio insistono le seguenti frazioni di Roma Capitale:
- Piana del Sole, Ponte Galeria-La Pisana e Spallette.

## Amministrazione
| Periodo         | Periodo         | Primo cittadino   | Partito                   | Carica      | Note                                 |
| --------------- | --------------- | ----------------- | ------------------------- | ----------- | ------------------------------------ |
| 1973            | 1977            | Giuditto Miele    | PSI ed altri              | Presidente  | [ 3 ] [ 4 ]                          |
| 1981            | 1985            | Giuditto Miele    | PSI, PCI, PSDI, PRI e PLI | Presidente  | [ 5 ] [ 6 ] [ 7 ] [ 8 ] [ 9 ] [ 10 ] |
| 1985            | 2013            |                   |                           | Presidente  |                                      |
| 10 giugno 2013  | 21 giugno 2016  | Maurizio Veloccia | Partito Democratico       | Presidente  | [ 11 ]                               |
| 21 giugno 2016  | 9 aprile 2019   | Mario Torelli     | Movimento 5 Stelle        | Presidente  | Sfiduciato                           |
| 9 aprile 2019   | 17 ottobre 2021 | Virginia Raggi    | Movimento 5 Stelle        | Commissario | [ 14 ]                               |
| 18 ottobre 2021 | in carica       | Gianluca Lanzi    | Partito Democratico       | Presidente  | [ 15 ]                               |